# Sonțeve, Petropavlivka
Sonțeve (în ucraineană Сонцеве) este un sat în comuna Brahînivka din raionul Petropavlivka, regiunea Dnipropetrovsk, Ucraina.

## Demografie
Componența lingvistică a localității Sonțeve
     Rusă (88,62%)
     Ucraineană (10,98%)
Conform recensământului din 2001, majoritatea populației localității Sonțeve era vorbitoare de rusă (88,62%), existând în minoritate și vorbitori de ucraineană (10,98%).